# Gouvernement Gunnlaugsson
République d'Islande
Sigurðardóttir II Jóhannsson
Le gouvernement Gunnlaugsson (Ráðuneyti Sigmundar Davíðs Gunnlaugssonar, en islandais) est le gouvernement de la République d'Islande entre le 23 mai 2013 et le 7 avril 2016.

## Coalition et historique

### Formation
Dirigé par le nouveau Premier ministre libéral Sigmundur Davíð Gunnlaugsson, il est soutenu par une coalition entre le Parti de l'indépendance (Sja) et le Parti du progrès (Fram), qui disposent ensemble de 36 députés sur 63 à l'Althing, soit 57,1 % des sièges.
Il a été formé à la suite des élections législatives du 27 avril 2013 et succède au second gouvernement de Jóhanna Sigurðardóttir, formé d'une alliance de centre gauche entre l'Alliance (Sam) et le Mouvement des verts et de gauche (Vg).

### Succession
Le Premier ministre Sigmundur Davíð Gunnlaugsson annonce sa démission 5 avril 2016, du fait de son implication dans l'affaire mondiale des Panama Papers. Il est remplacé deux jours plus tard par le ministre de la Pêche Sigurður Ingi Jóhannsson qui maintient la majorité parlementaire et forme son gouvernement.

## Composition

### Initiale (23 mai 2013)
| Fonction                                                                                          | Titulaire | Titulaire                                                     | Parti |
| ------------------------------------------------------------------------------------------------- | --------- | ------------------------------------------------------------- | ----- |
| Premier ministre                                                                                  |           | Sigmundur Davíð Gunnlaugsson                                  | Fram  |
| Ministre des Affaires étrangères                                                                  |           | Gunnar Bragi Sveinsson                                        | Fram  |
| Ministre de la Pêche et de l'Agriculture Ministre de l'Environnement et des Ressources naturelles |           | Sigurður Ingi Jóhannsson                                      | Fram  |
| Ministre de l'Industrie et du Commerce                                                            |           | Ragnheiður Elín Árnadóttir                                    | Sja   |
| Ministre des Finances et des Affaires économiques                                                 |           | Bjarni Benediktsson                                           | Sja   |
| Ministre de l'Éducation et de la Science                                                          |           | Illugi Gunnarsson                                             | Sja   |
| Ministre de l'Intérieur                                                                           |           | Hanna Birna Kristjánsdóttir (jusqu'au 04/12/2014) Ólöf Nordal | Sja   |
| Ministre de la Santé                                                                              |           | Kristján Þór Júlíusson                                        | Sja   |
| Ministre des Affaires sociales et du Logement                                                     |           | Eygló Harðardóttir                                            | Fram  |

### Remaniement du 31 décembre 2014
- Les nouveaux ministres sont indiqués en gras, ceux ayant changé d'attributions en italique.

| Fonction                                                 | Titulaire | Titulaire                    | Parti |
| -------------------------------------------------------- | --------- | ---------------------------- | ----- |
| Premier ministre                                         |           | Sigmundur Davíð Gunnlaugsson | Fram  |
| Ministre des Affaires étrangères                         |           | Gunnar Bragi Sveinsson       | Fram  |
| Ministre de la Pêche et de l'Agriculture                 |           | Sigurður Ingi Jóhannsson     | Fram  |
| Ministre de l'Industrie et du Commerce                   |           | Ragnheiður Elín Árnadóttir   | Sja   |
| Ministre des Finances et des Affaires économiques        |           | Bjarni Benediktsson          | Sja   |
| Ministre de l'Éducation et de la Science                 |           | Illugi Gunnarsson            | Sja   |
| Ministre de l'Intérieur                                  |           | Ólöf Nordal                  | Sja   |
| Ministre de la Santé                                     |           | Kristján Þór Júlíusson       | Sja   |
| Ministre des Affaires sociales et du Logement            |           | Eygló Harðardóttir           | Fram  |
| Ministre de l'Environnement et des Ressources naturelles |           | Sigrún Magnúsdóttir          | Fram  |